# Paidia murina
Paidia murina är en fjärilsart som beskrevs av Jacob Hübner 1790. Paidia murina ingår i släktet Paidia och familjen björnspinnare. Inga underarter finns listade i Catalogue of Life.